# Matabel
Matabel  est une localité du Cameroun située dans l'arrondissement de Bogo, le département du Diamaré et la région de l’Extrême-Nord. Elle fait partie du lawanat de Guinelaye.

## Population
Lors du recensement de 2005, on y a dénombré 145 personnes.